# Diascia anastrepta
Diascia anastrepta là một loài thực vật có hoa trong họ Huyền sâm. Loài này được Hilliard & B.L.Burtt mô tả khoa học đầu tiên năm 1983.